# (127934) 2003 HK1
(127934) 2003 HK1 là một tiểu hành tinh vành đai chính. Nó được phát hiện bởi Robert H. McNaught ở Đài thiên văn Siding Spring ở Coonabarabran, New South Wales, Australia, ngày 22 tháng 4 năm 2003.